# كلاسيكيات هارفارد
كلاسيكيات هارفارد ، التي اشتهرت أيضاً باسم رف كتب الدكتور إليوت ذو الخمس أقدام ، عبارة عن سلسلة مكونة من 50 مجلدًا من الأعمال الكلاسيكية للأدب العالمي و الخطابات التاريخية المهمة و الوثائق التاريخية التي قام بتجميعها وتحريرها رئيس جامعة هارفارد تشارلز دبليو إليوت . يعتقد الرئيس إليوت أن القراءة الجيدة للسلسلة و اتباع خطط القراءة شأنها أن توفر للقارئ و هو مرتاح في المنزل فوائد التعليم الإنساني الحر و التسلية والمشورة لأعظم العقول المبدعة في التاريخ. يرجع النجاح الأولي لكلاسيكيات هارفارد ، جزئيًا، إلى العلامة التجارية التي قدمها إليوت وجامعة هارفارد. يحتوي الفهرس العام على ما يزيد عن 76000 مرجع موضوعي.
تم نشر أول 25 مجلدًا في عام 1909، ثم تم نشر المجلدات الـ 25 التالية في عام 1910. تم تعزيز المجموعة عندما تمت إضافة محاضرات عن كلاسيكيات هارفارد في عام 1914 وخمسة عشر دقيقة يوميًا - دليل القراءة في عام 1916  تم تحرير المحاضرات حول كلاسيكيات هارفارد بواسطة ويلام أ. نيلسون ، الذي ساعد إليوت في اختيار وتصميم الأعمال في المجلدات 1-49. كتب نيلسون أيضًا المقدمات والملاحظات الخاصة بالمختارات في المجلدات من 1 إلى 49. غالبًا ما توصف كلاسيكيات هارفارد بأنها مجموعة "51 مجلدًا"، ومع ذلك، قامت شركة PF Collier &amp; Son بتسويق كلاسيكيات هارفارد باستمرار على أنها 50 مجلدًا بالإضافة إلى محاضرات ودليل قراءة يومي. تعتبر كل من كلاسيكيات هارفارد و The Five-Foot Shelf of Books علامتين تجاريتين مسجلتين لشركة PF Collier & Son لسلسلة من الكتب المستخدمة منذ عام 1909.
أعلن شركة كوليير اند سون عن كلاسيكيات هارفارد في المجلات الأمريكية بما في ذلك كولير ومكلور ، وعرض إرسال كتيب إلى المشترين المحتملين. الكتيب بعنوان خمسة عشر دقيقة في اليوم - خطة القراءة ، عبارة عن كتيب مكون من 64 صفحة يصف فوائد القراءة، ويعطي خلفية عن سلسلة الكتب، ويتضمن العديد من تصريحات إليوت حول سبب قيامه بالمشروع. يقول إليوت في الكتيب:
'' لم يكن هدفي اختيار أفضل خمسين أو أفضل مائة كتاب في العالم، بل أن أعطي، في ثلاثة وعشرين ألف صفحة أو نحو ذلك، صورة لتقدم الجنس البشري خلال العصور التاريخية، بقدر هذا التقدم. يمكن تصويرها في الكتب. وبالتالي، فإن غرض كلاسيكيات هارفارد يختلف عن غرض المجموعات التي كان هدف المحرر فيها هو اختيار عدد من أفضل الكتب؛ إنه ليس أقل من الغرض من تقديم سجل وافر ومميز لتيار الفكر العالمي بحيث يتم إثراء عقل القارئ الملاحظ وصقله وتخصيبه. وفي حدود خمسين مجلدًا، تحتوي على حوالي ثلاثة وعشرين ألف صفحة، كانت مهمتي هي توفير وسائل الحصول على المعرفة بالأدب القديم والحديث التي بدت ضرورية لفكرة الإنسان المثقف في القرن العشرين. إن أفضل ما يكتسبه الإنسان المثقف هو أن يتمتع بعقلية إنسانية حرة أو طريقة تفكير؛ ولكن يجب أن يضاف إلى هذا الحيازة معرفة المخزون الهائل من الاكتشافات والتجارب والتأملات المسجلة التي اكتسبتها ووضعتها البشرية في تقدمها المتقطع وغير المنتظم من البربرية إلى الحضارة.

إعلان نموذجي لكلاسيكيات هارفارد يعرض قسيمة بريدية، الصفحة 2، كوليرز ، 19 نوفمبر 1910

## رف الكتب الذي يبلغ طوله خمسة أقدام للدكتور إليوت
تم تقديم فكرة كلاسيكيات هارفارد في خطابات رئيس جامعة هارفارد آنذاك تشارلز دبليو إليوت. قبل عام 1909 يعدة سنوات، ألقى إليوت خطابًا أشار فيه إلى أن رفًا يبلغ ارتفاعه ثلاثة أقدام سيكون كافيًا لاستيعاب ما يكفي من الكتب لتوفير تعليم حر لأي شخص يرغب في قراءتها بإخلاص. لقد غمرته الطلبات للحصول على قائمة بعناوين الكتب التي من شأنها أن تملأ الرف الذي يبلغ طوله ثلاثة أقدام. وبعد عدة محاولات لدعم ادعائه الأولي، قرر أن الرف سيحتاج إلى يتم إطالته إلى خمسة أقدام - ولكن لم يتم الإعلان عن قائمة نهائية للأعمال التي سوف تضع في على هذا الرف. رأى الناشر الشهير بيتر فينيلون كولير وابنه روبرت جيه كولير فرصة مالية وطلبا من إليوت أن يفي ببيانه باختيار 50 مجلدًا (400 إلى 500 صفحة لكل منها). اقترح ممثلو كولير اسم السلسلة إما "مكتبة هارفارد" أو "كلاسيكيات هارفارد" و قاموا بانتظار موافقة جامعة هارفارد. تمت الموافقة بالإجماع على الاقتراح المقدم من قبل شركة كولي أند سون إلى رئيس وزملاء كلية هارفارد باعتباره مشروعًا مفيدًا من وجهة نظر تعليمية.